# Rad (Mathematik)

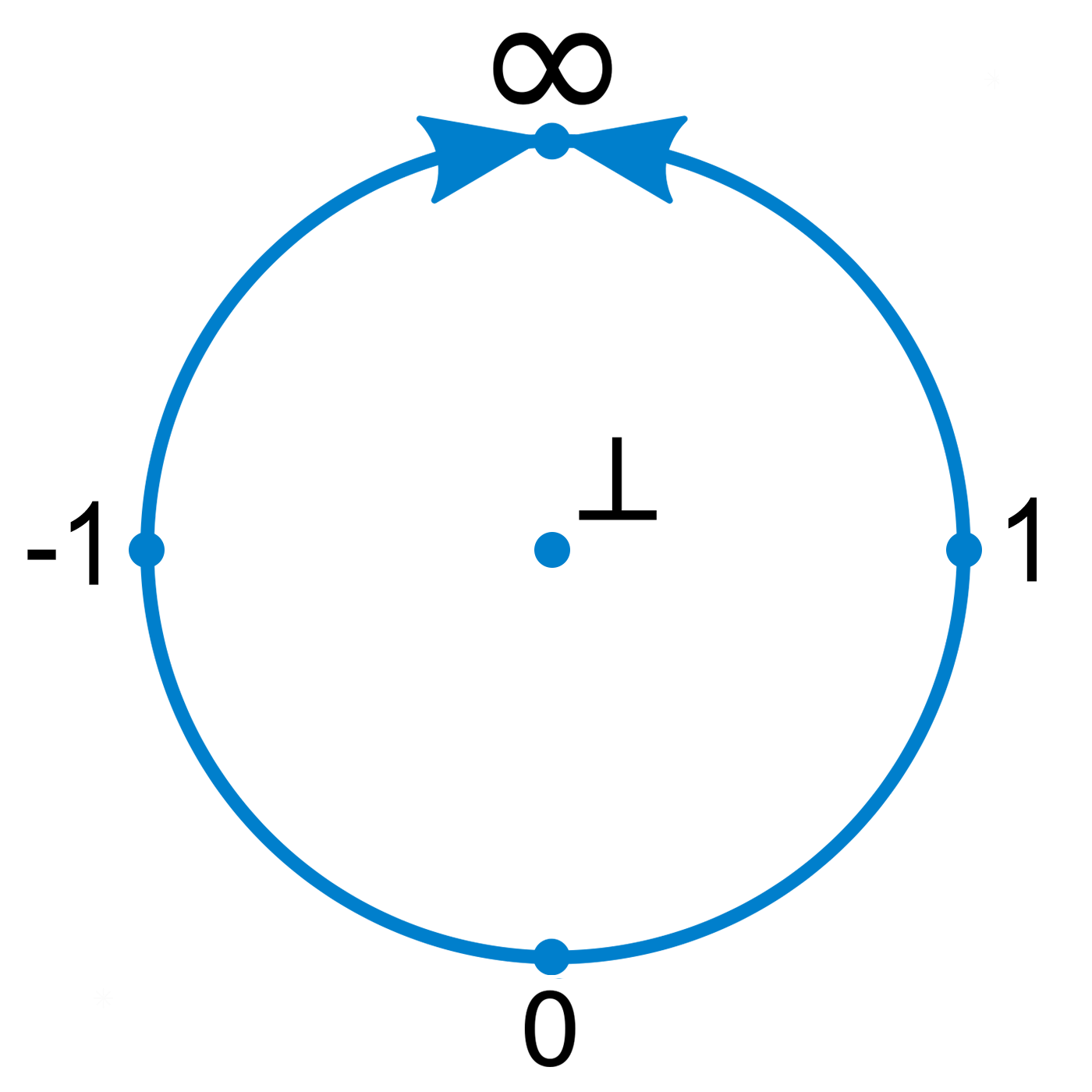
Ein Diagramm eines Rads: Die reelle projektive Gerade zusammen mit dem ungültigen Element in der Mitte.

Ein Rad ist eine algebraische Struktur, in der die Division durch null definiert ist. Die reellen Zahlen können wie jeder kommutative Ring mit Einselement zu einem Rad erweitert werden.
Der Name rührt von der topologischen Darstellung {\displaystyle \odot } der reellen projektiven Geraden mit einem Element {\displaystyle \bot =0/0}.

## Definition
Ein Rad {\displaystyle (W,+,\cdot ,/,0,1,\infty ,\bot )} ist eine Menge {\displaystyle W} mit zwei kommutativen und assoziativen zweistelligen Operationen {\displaystyle +} und {\displaystyle \cdot }, der einstelligen Operation {\displaystyle /} und jeweiligen neutralen Elementen {\displaystyle 0,1\in W}, dem unendlich fernen Punkt {\displaystyle \infty \in W} und dem undefinierten Element {\displaystyle \bot \in W}, für die die folgenden Beziehungen, genannt Radaxiome, gelten:
- {\displaystyle \infty ={\text{/}}0} und {\displaystyle \bot =0\cdot \infty }.
- {\displaystyle /} ist eine Involution: Für alle {\displaystyle x\in W} gilt: {\displaystyle {\text{//}}x=x}.
- {\displaystyle /} ist multiplikativ: Für alle {\displaystyle x,y\in W} gilt: {\displaystyle {\text{/}}(x\cdot y)=({\text{/}}x)\cdot ({\text{/}}y)}.
- Für alle {\displaystyle a,x,y\in W} gilt:

{\displaystyle a\cdot x+a\cdot y=a\cdot (x+y)+0\cdot a} (Schwache Distributivität von {\displaystyle \cdot } und {\displaystyle +})
- Für alle {\displaystyle a,x,y\in W} gilt:

{\displaystyle {\frac {x+a\cdot y}{a}}={\frac {x}{a}}+y+0\cdot a} (Schwache Distributivität von {\displaystyle /} und {\displaystyle +})
- {\displaystyle 0\cdot 0=0}
- {\displaystyle (x+0\cdot y)\cdot z=x\cdot z+0\cdot y}
- {\displaystyle {\text{/}}(x+0\cdot y)={\text{/}}x+0\cdot y}
- {\displaystyle \bot +x=\bot } (Das Element {\displaystyle \bot } ist additiv absorbierend.)

Statt {\displaystyle a\cdot ({\text{/}}b)} wird {\displaystyle a/b} geschrieben. Ebenso wird die Schreibweise mit Bruchstrich verwendet.
Das Negative von {\displaystyle 1} ist, sofern es existiert, das (eindeutige) Element {\displaystyle -1}, das die Gleichung {\displaystyle 1+({\text{−}}1)=0} erfüllt; dann
ist {\displaystyle -x=({\text{−}}1)\cdot x} das Negative von {\displaystyle x\in W} und die Subtraktion wird durch {\displaystyle x-y=x+({\text{−}}y)} definiert.
Ein Rad kann intuitiv als kommutativer Ring (oder Halbring) betrachtet werden, bei dem Addition und Multiplikation keine Gruppe, sondern ein kommutatives Monoid und ein kommutatives Monoid mit Involution sind.

## Algebraische Eigenschaften
In einem Rad ersetzt {\displaystyle /} die übliche zweistellige Division: Die Operation {\displaystyle {\text{/}}x} ist dem multiplikativen Inversen ähnlich, aber nicht gleich: So ist etwa {\displaystyle a/b=/b\cdot a}, jedoch ist das nicht notwendigerweise {\displaystyle a\cdot b^{-1}}. Außerdem werden einige Identitäten, die in Ringen stets gültig sind, verletzt:
- {\displaystyle 0\cdot x\neq x} ist möglich, denn für {\displaystyle x=\infty } ist {\displaystyle 0\cdot \infty =\bot \neq \infty }.
- {\displaystyle x/x\neq 1} ist möglich, denn für {\displaystyle x=0} ist {\displaystyle 0/0=\bot \neq 1}.
- {\displaystyle x-x\neq 0} ist möglich, da {\displaystyle \infty -\infty =1\cdot \infty +({\text{−}}1)\cdot \infty =(1-1)\cdot \infty +0\cdot \infty =\bot +\bot =\bot \neq 0}.

Beweisbar sind hingegen folgende abgeschwächte Identitäten:
- {\displaystyle 0\cdot x+0\cdot y=0\cdot x\cdot y}
- {\displaystyle x/x=1+0\cdot x/x}
- {\displaystyle x-x=0\cdot x^{2}}

Für Elemente {\displaystyle x\in W}, die {\displaystyle 0\cdot x=x} und {\displaystyle 0/x=0} erfüllen, gilt wie in Ringen üblich:
- {\displaystyle x/x=1}
- {\displaystyle x-x=0}

Gibt es {\displaystyle -1\in W}, so ist {\displaystyle \{\,x\in W\,|\,0\cdot x=0\,\}} mit den Operationen {\displaystyle +} und {\displaystyle \cdot } ein kommutativer Ring; jeder kommutative Ring ist auf diese Weise Teilmenge eines Rads. Ist außerdem {\displaystyle x} ein invertierbares Element des Rings, so ist {\displaystyle x^{-1}={\text{/}}x}. Das heißt, wenn {\displaystyle x^{-1}} wohldefiniert ist, ist es mit {\displaystyle {\text{/}}x} identisch, jedoch ist {\displaystyle {\text{/}}x} immer definiert, auch für {\displaystyle x=0}.

## Beispiele

### Bruchrad
Sei {\displaystyle R} ein kommutativer Ring mit Eins und {\displaystyle S} ein multiplikatives Untermonoid von {\displaystyle R}. Die Kongruenzrelation {\displaystyle \sim _{S}\subseteq R\times R} sei definiert als:
{\displaystyle (a,b)\sim _{S}(c,d)} genau dann, wenn es {\displaystyle l,r\in S} gibt, sodass {\displaystyle (l\cdot a,l\cdot b)=(r\cdot c,r\cdot d)} gilt.
Das Bruchrad von {\displaystyle R} in Bezug auf {\displaystyle S} ist der Quotient {\displaystyle (R\times R)/\sim _{S}}, für den man {\textstyle \odot _{S}R} schreibt; die Äquivalenzklasse von {\displaystyle (x_{1},x_{2})} wird als {\displaystyle {\frac {x_{1}}{x_{2}}}} notiert. Die Operationen {\displaystyle +}, {\displaystyle \cdot } und {\displaystyle /} und die Konstanten {\displaystyle 0} und {\displaystyle 1} sind wie folgt definiert:
- {\displaystyle 0={\frac {0}{1}}}
- {\displaystyle 1={\frac {1}{1}}}
- {\displaystyle {\Big /}{\frac {x}{y}}={\frac {y}{x}}}
- {\displaystyle {\frac {a}{b}}+{\frac {c}{d}}={\frac {a\cdot d+b\cdot c}{b\cdot d}}}
- {\displaystyle {\frac {a}{b}}\cdot {\frac {c}{d}}={\frac {a\cdot c}{b\cdot d}}}

Dabei gilt
{\displaystyle {\frac {a}{0}}={\frac {b}{0}}} für alle {\displaystyle a,b\in R\setminus \{0\}},
und man schreibt {\displaystyle {\frac {1}{0}}={\text{/}}0=\infty }.
Für {\displaystyle {\frac {0}{0}}} wird das Symbol {\displaystyle \bot } verwendet.

### Projektive Gerade und Riemann-Sphäre
Ist der in der o. g. Konstruktion verwendete Ring ein Körper, so ist das Bruchrad eine projektive Gerade, erweitert um einen zusätzlichen Punkt {\displaystyle \bot =0/0}. Die projektive Gerade ist eine Erweiterung des Körpers um den unendlich fernen Punkt {\displaystyle \infty }, wobei {\displaystyle x/0=\infty } für alle {\displaystyle x\neq 0}; in der projektiven Geraden ist {\displaystyle 0/0} immer noch undefiniert, wird jedoch definiert durch die erneute Erweiterung zu einem Rad.
Ausgehend von den reellen Zahlen ist die entsprechende projektive Gerade geometrisch ein Kreis, und der zusätzliche Punkt {\displaystyle 0/0} ergibt die Form, von der sich der Begriff Rad ableitet. Geht man stattdessen von den komplexen Zahlen aus, so ist die entsprechende projektive Gerade die Riemann-Sphäre, und der zusätzliche Punkt ergibt eine dreidimensionale Version eines Rades.